# Ángel Sabata
Ángel Sabata Figa  (Barcelona, 28 de marzo de 1911 - ibidem, 24 de septiembre de 1990) fue un waterpolista y nadador español. Participó en los Juegos Olímpicos de Ámsterdam 1928 y en los de Londres 1948 con la selección de waterpolo de España.
Perteneciente al Club Natación Barcelona, fue un buen nadador que con 17 años fue seleccionado para disputar los Juegos Olímpicos de Ámsterdam 1928, en los que fue el waterpolista más joven del torneo.
Como nadador, llegó a ser campeón de España en 1932 y 1933 y plusmarquista nacional de 100 m libres. En los años treinta consiguió el campeonato de España de waterpolo con el CN Barcelona y formó de manera constante de la selección nacional, pero el comienzo de la guerra civil en 1936, impidió que España pudiese acudir a los juegos olímpicos de ese año en Berlín. En 1948, ya con 37 años, volvió a formar de la selección en los Juegos Olímpicos de Londres.